# Einmal bitte alles
Einmal bitte alles (Englischer Titelː Pretty Far from Okay) ist ein deutscher Film von Helena Hufnagel aus dem Jahr 2017. Er hatte am 25. Januar 2017 auf dem Filmfestival Max Ophüls Preis Premiere und startete am 20. Juli 2017 deutschlandweit in den Kinos. Der Film wurde am 5. Juni 2018 im Ersten erstmals ausgestrahlt.

## Handlung
Die 27-jährige Isi ist vor acht Jahren von zu Hause mit dem Wunsch ausgezogen, als Illustratorin bei einem Verlag zu arbeiten und eine selbst geschriebene Graphic Novel zu veröffentlichen. Doch die Realität sieht anders aus. Als sie sich entschließt, nach ein paar Monaten in einem Praktikum der Verlagschefin ihre Skizzen zu zeigen, darf sie prompt ihren Schreibtisch räumen. Ihre gute Freundin Lotte, mit der sie in einer Zweier-WG in München wohnt, gibt ihr Halt. Doch Journalistin Lotte bekommt einen guten Job und verliebt sich in Leo. Da sich das Pärchen in der WG fortan ständig dem Liebesspiel hingibt und vor Glück nur so strahlt, zieht die genervte Isi vorübergehend in die WG von Musiker Klausi und Medizinstudent Daniel. Isi ist mit sich und ihrem Leben völlig unzufrieden. Sie hat das Gefühl, ihr Leben würde rückwärtsgehen, während alle anderen in ihrem Umfeld ihre Lebensträume schon in die Tat umgesetzt hätten. Mit dem Glück der anderen, die ihrer Ansicht nach zu Spießern werden, kommt sie nicht klar.
Isi hat kaum mehr Geld und nimmt deswegen einen Nebenjob in einem kleinen Fahrradladen an. Die Freundschaft mit Lotte gerät weiter ins Wanken, als diese Isi mitteilt, dass sie nicht mehr in einer WG, sondern mit Leo zusammenwohnen möchte. In ihrer Geldnot verpfändet Isi einen Ring, den sie bei Lotte findet – ein Erbstück von Leo. Doch Isis Glück währt nicht lange, denn sie muss das Geld für eine Anzahlung im Fahrradladen einsetzen, nachdem aufgrund ihrer Fahrlässigkeit ein teures Rad gestohlen wird. Mittlerweile sucht Lotte verzweifelt nach dem Ring, Isi kann diesen aber aufgrund des Weiterverkaufs nicht mehr auslösen. Auf einer Party macht sich Isi über Lotte und Leo lustig, indem sie mit deren Gesichtsmasken eindeutige Szenen nachstellt. Diese landen im Internet und es kommt zu einem heftigen Streit zwischen Isi und Lotte, die ihr mitteilt, dass sie von Leo schwanger sei. Desillusioniert verbrennt Isi ihre Skizzen. Klausi kann sie mit einem tiefen Gespräch irgendwie aufbauen, in dem er erklärt, was im Leben wichtig sei. Dass man das tun soll, was einen glücklich macht. Isi versucht, ihr Leben jetzt wieder in geordnete Bahnen zu lenken, indem sie jetzt zielstrebig an ihren Plänen arbeitet. Sie kümmert sich in Klausis WG um Ordnung, jobbt wieder in dem Fahrradladen und arbeitet nebenbei an einer neuen Graphic Novel, die ihr Leben zum Inhalt haben wird. Als Lotte von Leo verlassen wird, gesteht Isi ihr die Sache mit dem Ring. Isi vermittelt dann zwischen den beiden, Leo solle wegen des Rings nur auf sie sauer sein, aber nicht auf Lotte.
Tatsächlich gelingt es Isi einige Zeit später, ihre Arbeit an der Graphic Novel zu vollenden und diese an Verlage zu schicken. Sie besucht den Verlag, in dem sie ihr Praktikum absolvierte, und knallt ihrer damaligen Chefin – ohne Worte, aber voll innerer Genugtuung – einige ihrer Skizzen in einer Mappe auf den Tisch.

## Hintergrund
Der Film wurde von Filmschaft und Cocofilms produziert. Die Musik wurde weitgehend von den Mitgliedern der Band Claire (Matthias Hauck, Nepomuk Heller, Florian Kiermaier) produziert.
Bei der Graphic Novel, die Isi erstellt, handelt es sich um ihre persönliche Adaption von F. Scott Fitzgeralds Roman „Die Schönen und Verdammten“ von 1922.

## Rezeption

### Kritik
Das Lexikon des internationalen Films gibt dem Film 4 von 5 Sternen und empfiehlt ihn als sehenswert. Der erfrischende Film gebe höchst selbstironische Einblicke in die Freuden und Nöte der dargestellten Generation. „Die Inszenierung nimmt dabei ebenso für sich ein wie die glänzende Hauptdarstellerin, die ihrer zwischen kindlichem Trotz und Weltekel schwankenden Figur viele Facetten abgewinnt.“
Der Kritiker Rainer Tittelbach gab dem Film in seiner Besprechung bei tittelbach.tv insgesamt 5 von 6 Sternen. Der Film sei Frauen- und Generationenporträt zugleich; er stelle Lebensträume und Gefühle von Millennials eindrücklich dar. Das liege auch an der Hauptdarstellerin: Luise Heyer verkörpere ihre Figur wunderbar, in der viel Trotz und Eigensinn stecke und resignative Episoden mit Phasen postpubertärer Rebellion wechselten. Filmisch sei Einmal bitte alles ein großer Wurf. Er besteche durch seine Beschleunigungsästhetik; seine Inszenierung veredele ihn. Der Film sei „nicht nur ein Film, der einem mit dieser liebenswert trotzigen Heldin nahekommt […], sondern auch einer, der hinter seiner unaufdringlichen So-ist-das-Leben-Haltung auch filmästhetisch aufregend funkelt“.
Oliver Armknecht gab dem Film in seiner Kritik auf film-rezensionen.de insgesamt 7 von 10 Punkten. Die Tragikomödie erzähle „mit viel Einfühlungsvermögen von dem schwierigen Weg als Erwachsene, wenn um dich herum alle Träume und Pläne scheitern“ – in der heutigen Zeit sei nicht der Mangel an Angeboten problematisch, sondern das Überangebot daran. Regisseurin Helena Hufnagel schildere in Einmal bitte alles einfühlsam diesen Lebensabschnitt der Orientierungslosigkeit, geprägt von täglichen kleinen Enttäuschungen. Luise Heyer spiele die Protagonistin Isi authentisch und man könne nachfühlen, wie ihre Zukunftspläne um sie herum zusammenbrechen. Isi ende nicht als Versagerin, sondern erhalte die Botschaft, dass es gut sei zu träumen, sein Leben tagtäglich auf den Prüfstand zu stellen und zu hinterfragen, welches Leben man führen möchte und auf was man dafür zu verzichten bereit wäre.

### Auszeichnungen
- 2017: Internationales Filmfestival Auckland – „Best Music Score“ und „Best Woman Filmmaker“[9]
- 2017: Paris Art and Movie Awards – „Best Soundtrack“[10]
- 2017: Bushwick Filmfestival New York – „Best Feature Film“[11]
- 2017: Bayerischer Filmpreis – VGF-Nachwuchsproduzentenpreis[12]